# Brucker Kreis

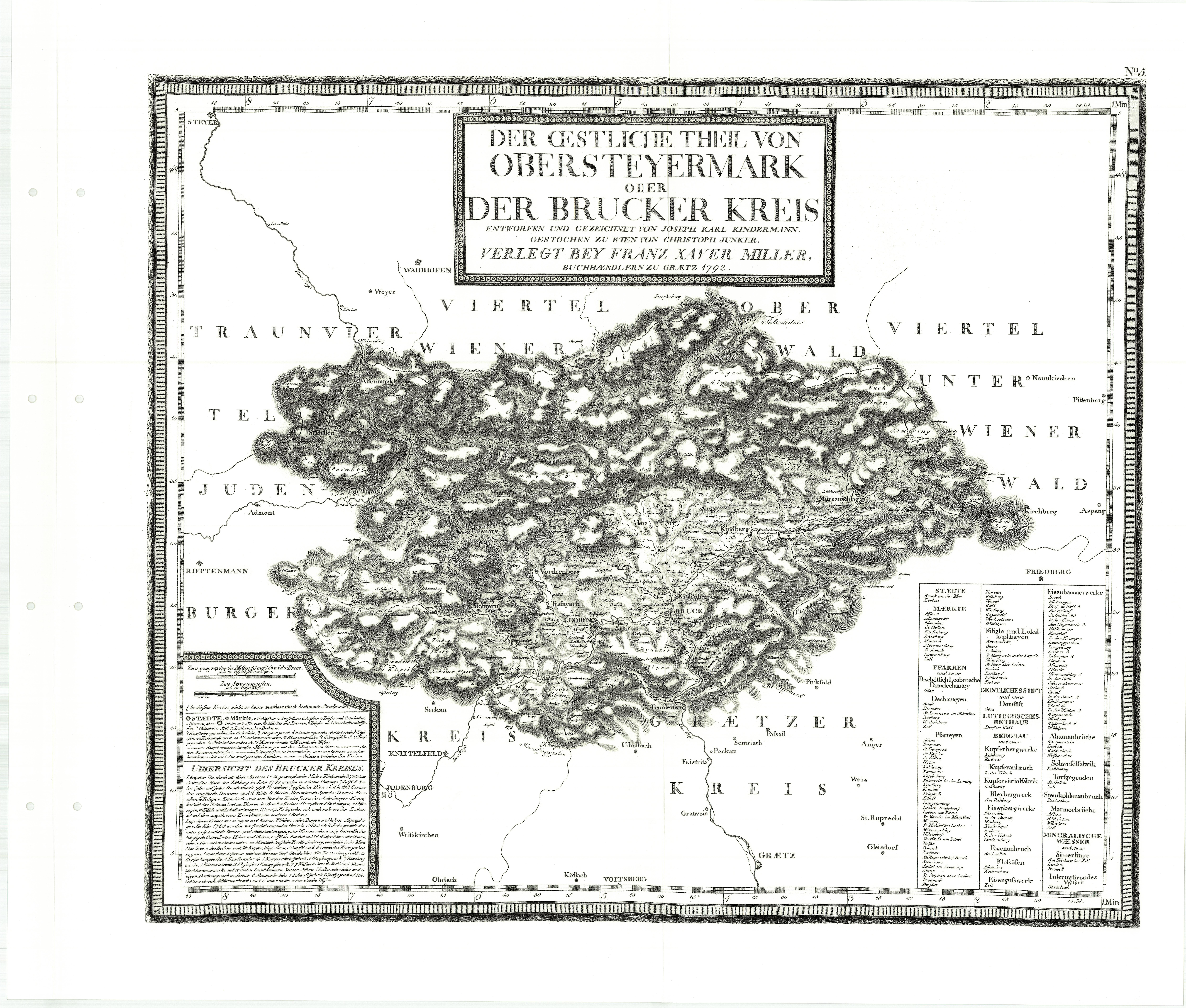
Der Brucker Kreis Ende des 18. Jahrhunderts, mit Kurzbeschreibung

Der Brucker Kreis war eine Verwaltungseinheit des Herzogtums Steiermark in Innerösterreich. Er wurde auch als östlicher Teil der Obersteiermark bezeichnet.

## Geschichte
Seit Ende des 15. Jahrhunderts hatte die Steiermark fünf Viertel gezählt, hier das Viertel enhalb der Piberalm (Brucker Viertel; Judenburg/Murtal, Enns- und Mürztal, mit Kammertal).
Der Brucker Kreis entstand als Kreis Ennstal-, Mürz- und Kammertal im Rahmen der Verwaltungsreform unter Maria Theresia ab 1748. Diese Reform, welche die frühere Einteilung der Steiermark in Viertel ablöste, wurde unter Graf Haugwitz eingeleitet und ab 1760 unter Graf Kaunitz fortgeführt. Mit der Kreiseinteilung und ihren Ämtern war erstmals eine Verwaltungseinrichtung geschaffen, die zwischen den Verwaltungen der Grundherrschaften und der Regierungsebene lag. An seiner Spitze stand ein Kreishauptmann, der das Kreisamt mit Beamten führte.
Mit den Verwaltungsreformen nach 1848 fungierten die Kreise nur mehr als Aufsichtsbehörde. Sie wurden im Zuge der Trennung der politischen von der judikativen Verwaltung 1867 durch das feingliedrigere System der Politischen Bezirke ersetzt. Es entstanden die Bezirke Liezen, Leoben, Judenburg, Bruck an der Mur und Mürzzuschlag.

## Lage
Der Brucker Kreis lag im Nordosten der Steiermark und umfasste das Mürztal und die nördlich davon liegenden Gebiete. Im Westen reichte der Kreis bis in das Gesäuse (einschließlich des Gebietes von St. Gallen, Altenmarkt und Landl, aber nicht mehr Johnsbach) und zum Liesingtal. In ihm lagen Mariazell, der Erzberg, das Vordernbergertal und Leoben, vom Judenburger Viertel wurden die Pfarrsprengel von St. Michael und St. Stefan ob Leoben einbezogen. Ein Streit um die Zugehörigkeit von Kraubath wurde zu Gunsten des Brucker Kreises entschieden. Sitz des Kreises war zunächst Kindberg, er wurde nach Bruck verlegt.
Die Südgrenze des Kreises lag nördlich von Frohnleiten (Gamsgraben) und auf dem Höhenzug der Fischbacher Alpen. Im Westen grenzte der Kreis an den Judenburger Kreis, im Norden an Ober- und Niederösterreich mit dem Semmering, im Süden lag der Grazer Kreis. Diese Ausdehnung wurde bis zur Auflösung des Brucker Kreises im Zug der Verwaltungsreform ab 1848 beibehalten.
1788 wurden im Brucker Kreis 72.925 Einwohner gezählt.
Durch die Verwaltungsreform ab 1848 wurde der Name „Brucker Kreis“ beibehalten, der Kreis aber deutlich vergrößert und mit anderen (nur verwaltungstechnischen) Aufgaben betraut, während die Gerichtsbarkeit den Landes- und Kreisgerichten übertragen war. Dieser neue Brucker Kreis umfasste zusätzlich zum Gebiet seines Vorgängers auch das Gebiet des früheren Judenburger Kreises. Der Kreis hatte eine Fläche von 161,1 Quadratmeilen und 442.013 Einwohner. Für den neuen Brucker Kreis war das Kreisgericht Leoben zuständig, dessen Name als letzter Hinweis auf diese Gebietsreform erst mit 1. März 1993 in „Landesgericht Leoben“ geändert wurde.

Das Gebiet des Brucker Kreises vom 17. bis zum 19. Jahrhundert
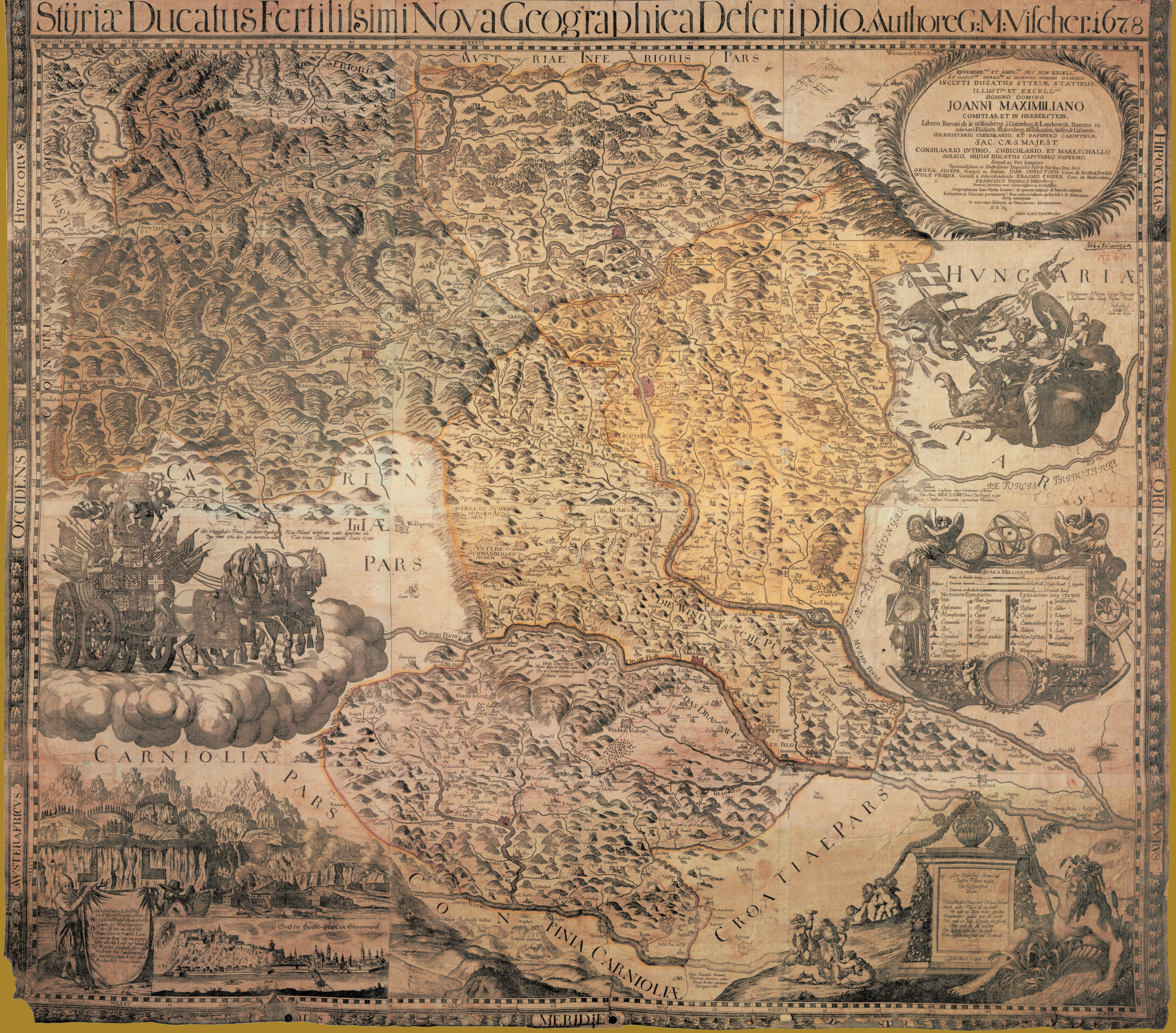
Das Brucker Viertel der Steiermark 1678, Vorläufer des Brucker Kreises
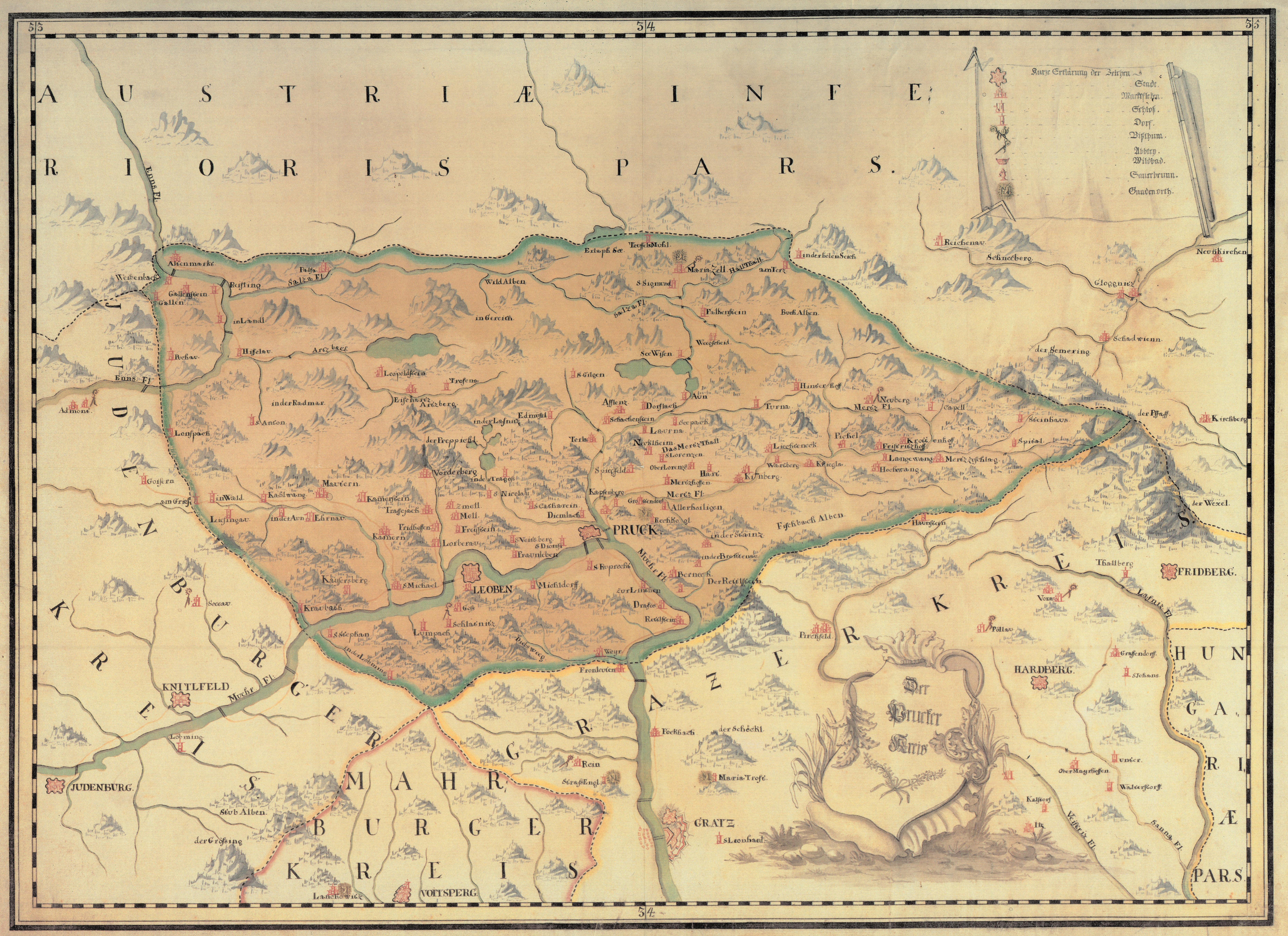
Der Brucker Kreis um 1760
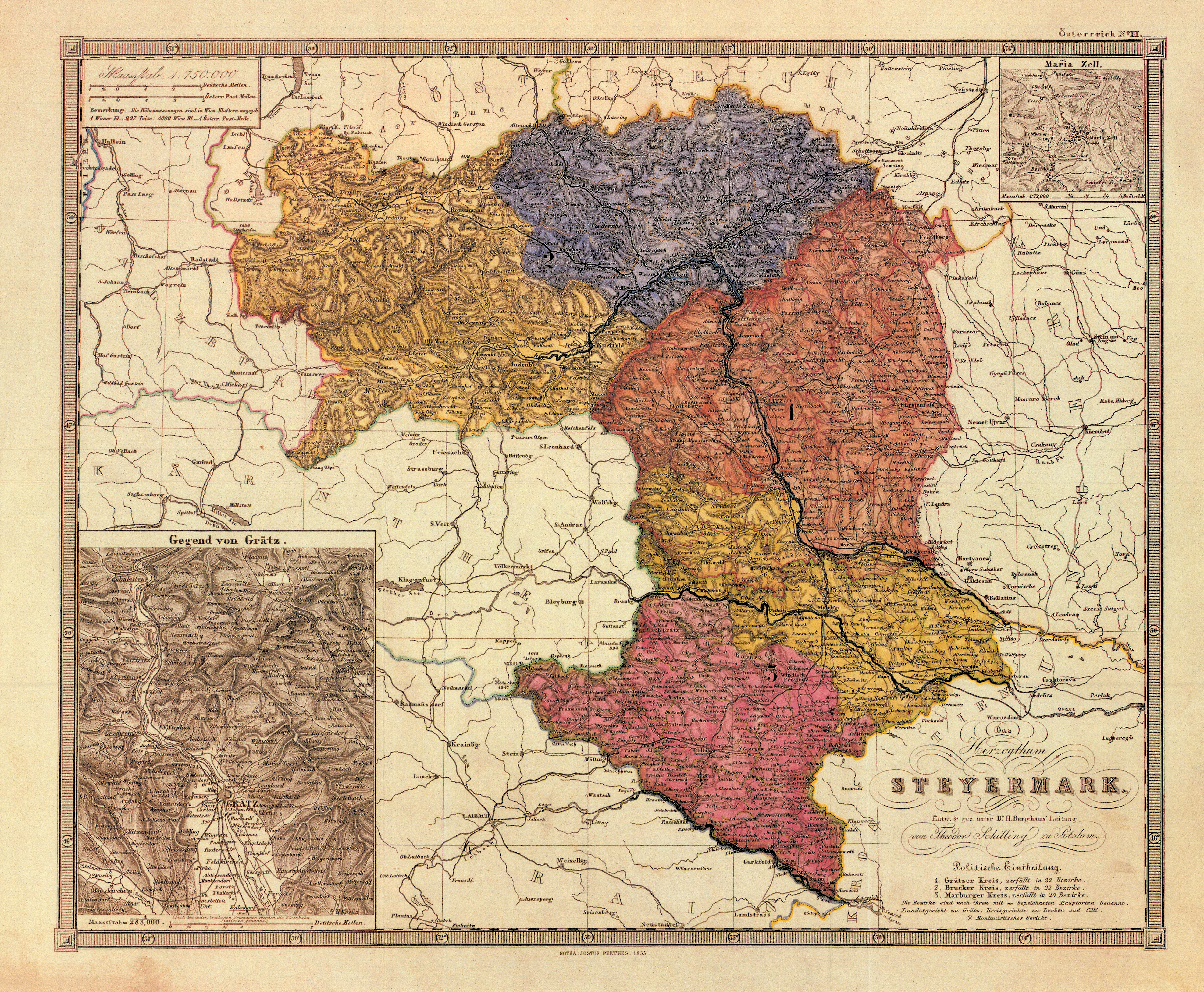
Der Brucker Kreis im Norden der Steiermark, 1855, bereits mit der Angabe der neuen (drei) Kreise und schematischer Darstellung der neuen Kreisgrenzen